# Stevns Kridtbrud
Stevns Kridtbrud er et aktivt kridtbrud syd for Mandehoved.
Historien går helt tilbage til 1167, hvor Biskop Absalon indhentede tilbud på kalksten til Københavns besfæstning.
I 1964 overtog Faxe Kalk A/S Stevns Kridtbrud. Siden 1999 har kridtbruddet været ejet af Omya A/S . 